# 청송 월정리 침류정
청송 월정리 침류정(靑松 月亭里 枕流亭)은 대한민국 경상북도 청송군 현서면 월정리에 있는 정자이다. 1992년 11월 26일 경상북도의 문화재자료 제266호로 지정되었다.

## 개요
침류정은 조선 중기 학자인 김성진(1558∼1634)이 후배양성에 전념하기 위해 지은 정자이다.
김성진은 학식이 높고 효성이 지극하였으며, 후학을 위해 문집 목판각을 만들어 책을 인쇄하여 널리 보급하였다.
건물을 세운 정확한 시기는 알 수 없으나, 임진왜란(1592) 뒤인 1600년대로 추정하고 있다.
계곡을 낀 낮은 언덕 위에 자리잡고 있으며, 주변의 커다란 나무들과 함께 정원 건축 연구에 좋은 자료가 되고 있다.

## 현지 안내문
이 건물은 조선 중기의 학자 김성진(金聲振, 1558~1634)의 정자로 17세기의 건물로 추정된다.
김성진은 의성김씨 청송 입향조인 김한경(金漢卿)의 증손으로 학식이 높고 효행이 지극하였으며 임진왜란을 당하자 동생들을 창의케 하고 자신은 노모를 피난 시켰으며 난후에 이 정자를 지어 후진 양성에 전념하였다.
이 집은 낮은 언덕 위에 세워진 누각 형식의 정자로 정면 3칸, 측면 2칸의 팔작기와집이다. 큰 수목과 함께 조원건축연구에 자료가 되는 거물이다.

## 같이 보기
- 청송 침류정 향나무 - 경상북도 기념물 제108호

## 참고 자료
- 월정리침류정 - 국가유산청 국가유산포털